# Halbkulturformation
Eine Halbkulturformation oder auch halbnatürliche Vegetation ist ein durch den Menschen geschaffenes, durch meist artenreichere Pflanzengesellschaften geprägtes Vorherrschen von Licht- und Halbschattenpflanzen. Eine meist extensive Beweidung von Flächen zur Tierzucht in Form von Hutung durch Ziege oder Schaf zog einen Rückgang von den vorhandenen Gehölzen nach sich und führte zur Ausbildung von anspruchslosen, oft konkurrenzschwachen Pflanzenarten.
Unter anderem auf Grenzertragsböden zu finden, welche zu nährstoffarme, saure, nasse oder trockene Bedingungen bieten, sind Halbkulturformationen heute als Kulturrelikte anzusehen. Bei Nutzungsaufgabe durch menschliche Bewirtschaftung entwickeln sich Halbkulturformationen über Gebüschstadien zum Wald zurück.

## Zusammensetzung
Diese neuen Artenverbindungen konnten sich nur durch die wiederkehrenden Weidetiere entwickeln, sind jedoch in der Naturlandschaft in ähnlicher Weise kleinflächig vorhanden. Neben den einheimischen Arten gehören häufig Adventive, vorwiegend Archäophyten zum Artenbestand. Dazu gehören beispielsweise Heiden (Zwergstrauch-, Feucht- und Borstgrasweide), Trocken- und Halbtrockenrasen, Feucht- und Nasswiesen, Nieder- und Mittelwälder und Kleinseggensümpfe.
Ebenfalls zählen Vegetationstypen dazu, die durch eine stärker gegliederte Kulturlandschaft entstanden sind, wie beispielsweise Waldmäntel und -säume.

## Naturschutz
Halbnatürliche Pflanzengesellschaften sind heute im Rückgang begriffen bzw. werden als bedrohte Gesellschaften in der Roten Liste der Biotoptypen geführt.